# Bruno Backhaus
Bruno Backhaus (* 18. August 1904 in Berlin; † 15. März 1973 in Aurich) war ein deutscher Verwaltungsjurist. Er war während des Zweiten Weltkrieges Landrat des Landkreis Fallingbostel.

## Leben
Nach dem Schulbesuch studierte er Rechtswissenschaften an den Universitäten Berlin und Göttingen. Seit 1924 gehörte er der Berliner Burschenschaft Hevellia an. Er promovierte 1929 zum Dr. jur. Das Thema seiner Dissertation lautete Der Einfluß des Konkurses auf Tierhalterstellung und Tierhalterhaftung. Er trat in den Staatsdienst ein, wo er als Regierungsrat bei der Regierung Gumbinnen eingesetzt wurde. Er war Mitglied der SA und zum 1. August 1931 der NSDAP beigetreten (Mitgliedsnummer 602.664). Im November 1939 wurde er als stellvertretender Landrat nach Fallingbostel versetzt und amtierte dort von April 1940 bis zum 16. April 1945 als hauptamtlicher Landrat. Daneben saß er im Aufsichtsrat der Hastra in Hannover.